# Idromele della poesia

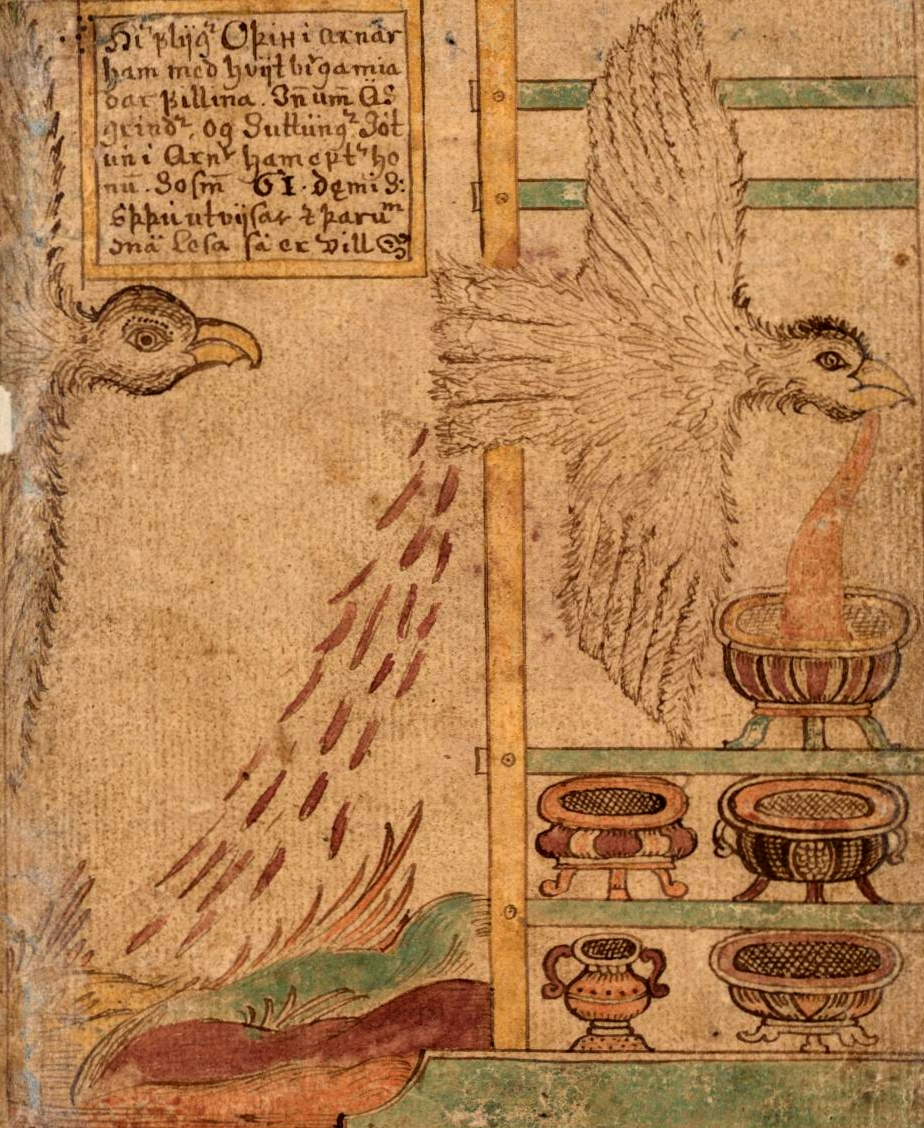
Inseguito da Suttungr, Odino sputa l'idromele della poesia in numerosi vasi. Parte esce accidentalmente dall'altro lato. Illustrazione di Jakob Sigurðsson, un artista islandese del XVIII secolo.

Nella mitologia norrena, l'idromele della poesia (in islandese skáldskaparmjöður), anche conosciuto come idromele di Suttungr (in islandese Suttungamjöður), è una bevanda mitica tale che colui che la beve «diventa uno scaldo o uno studioso» in grado di declamare qualsiasi informazione e di rispondere a qualsiasi domanda. Questo mito fu raccontato da Snorri Sturluson nello Skáldskaparmál. La bevanda è una metafora per l'ispirazione dei poeti.